# 필수 무결성 제어
필수 무결성 제어(Mandatory Integrity Control, MIC)는 IL(무결성 수준)을 기반으로 실행 중인 프로세스에 필수 액세스 제어를 추가하는 윈도우 비스타 이상의 핵심 보안 기능이다. IL은 객체의 신뢰성 수준을 나타낸다. 이 메커니즘의 목표는 더 신뢰할 수 있지만 동일한 사용자 계정에서 실행되는 다른 컨텍스트와 비교하여 잠재적으로 덜 신뢰할 수 있는 컨텍스트(프로세스, 파일 및 기타 보안 개체)에 대한 액세스 권한을 제한하는 것이다.

## 같이 보기
- 보안 식별자